# Alex Stieda
Alex Stieda (Vancouver, 13 d'abril de 1961) va ser un ciclista canadenc, que va córrer entre 1982 i 1992. El 1986 va portar el mallot groc del Tour de França durant una etapa, sent el primer ciclista nord-americà en portar-lo.
El 1982 va guanyar la medalla de bronze als Jocs de la Commonwealth, disputats a Brisbane, en la prova de persecució. El 1984 va prendre part en els Jocs Olímpics de Los Angeles.

## Palmarès
- 1980
  - 1r al Tour de l'Abitibi
- 1985
  - Vencedor d'una etapa de la Coors Classic
- 1989
  - 1r a la Canadian Tire-Shin
  - 1r al Volta a Texas i vencedor d'una etapa

### Resultats al Tour de França
- 1986. 120è de la classificació general. Porta el mallot groc durant 1 etapa